# Agnes zu Salm-Salm

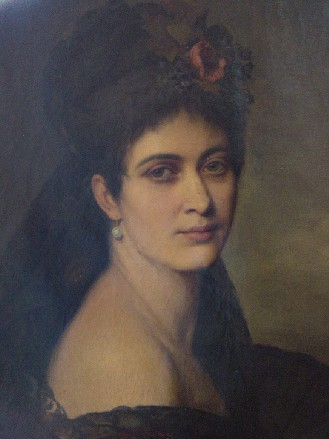
Agnes Prinzessin zu Salm-Salm (Ölgemälde in Familienbesitz)

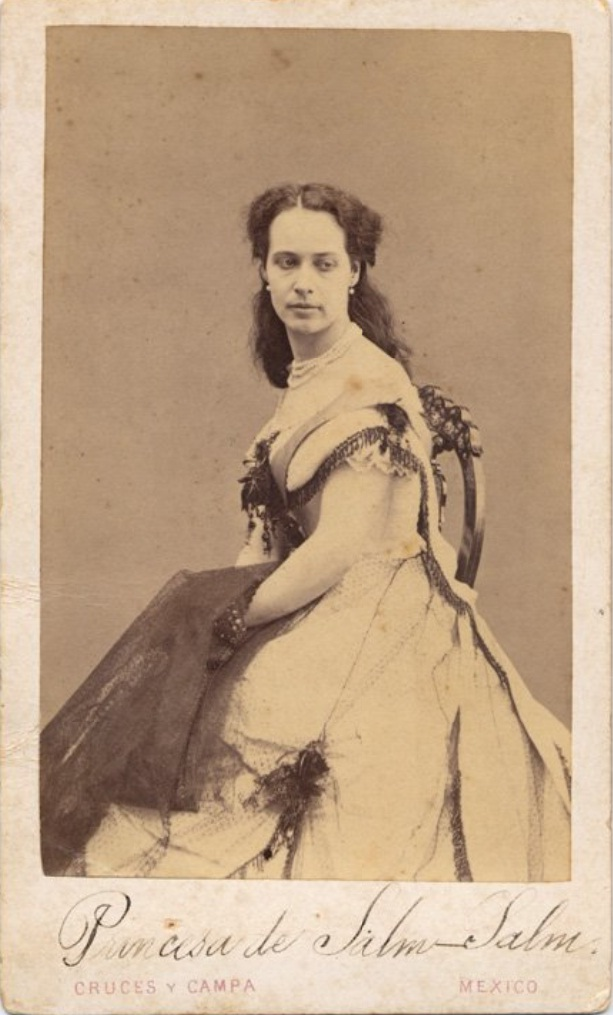
Agnes Prinzessin zu Salm-Salm

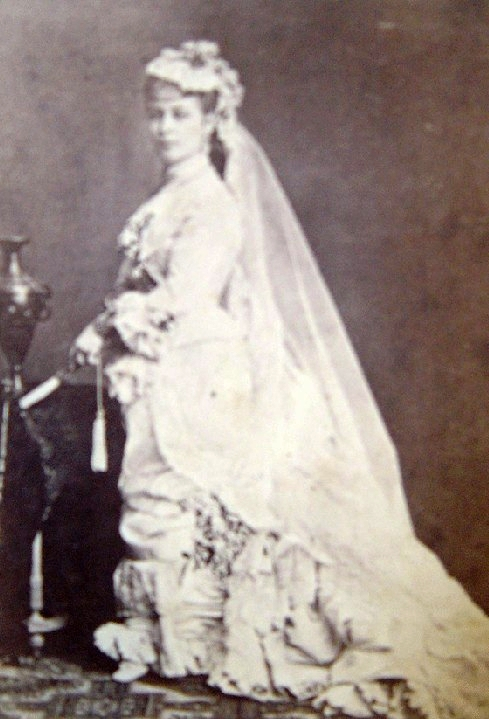
Agnes Prinzessin zu Salm-Salm bei ihrer Hochzeit mit ihrem zweiten Ehemann Charles Heneage (1876)

Agnes Prinzessin zu Salm-Salm, geboren als Agnes Elisabeth „Winona“ Leclerq Joy (* 25. Dezember 1844 in Swanton, Franklin County, Vermont, USA; † 21. Dezember 1912 in Karlsruhe, Baden) begann ihre Karriere als Zirkusreiterin in Havanna auf Kuba, später wurde sie Schauspielerin. Auf Feldzügen in den USA, Mexiko und Frankreich diente sie als Krankenschwester.
Agnes benutzte mehrere Namen: Winona war ihr indianischer Rufname, den ihr die indianische Großmutter gegeben hatte. Als junge Schauspielerin nannte sie sich Agnes Leclerq nach dem zweiten Vornamen ihres Vaters; ihr korrekter Familienname war aber Joy.

## Familie
Agnes war die Tochter des amerikanischen Generals William Leclerq Joy (1793–1866) und dessen zweiter Ehefrau Julia Willard (1800/1810–1882), die er am 17. Juli 1834 in deren Heimatort Montpelier (Washington County, Vermont) geheiratet hatte, nachdem seine erste Ehefrau Pamela Lee Pemington, mit der er seit 1819 verheiratet gewesen war, im Jahr 1832 gestorben war. Agnes’ Schwester war Hannah Delilah Johnston.
Agnes Joy heiratete als 18-Jährige in erster Ehe am 30. August 1862 in der St. Patrick’s Church in Washington, D.C. heimlich und ohne den elterlichen Segen den zwölf Jahre älteren Felix Prinz zu Salm-Salm (1828–1870), Sohn des Fürsten Florentin zu Salm-Salm (siehe auch Fürsten zu Salm). In zweiter Ehe heiratete sie am 16. September 1876 in Stuttgart den englischen Edelmann Charles Heneage (* 4. Dezember 1841; † 16. September 1901) aus Lincolnshire. Heneage war königlich britischer Diplomat am Hof des Großherzogs Friedrich I. von Baden. Die Ehe mit Agnes wurde allerdings noch vor 1899 wieder geschieden.

## Leben
Agnes Joy soll schon in jungen Jahren ihr Elternhaus im US-Bundesstaat Ohio verlassen haben und zunächst bei einem Zirkus in Havanna (Kuba) als Reiterin, später als Tänzerin und Schauspielerin aufgetreten sein.
Im Jahr 1860 zog sie zu ihrer Schwester Hannah Delilah Joy nach Washington, D. C., die dort mit Hauptmann Edmond Johnston verheiratet war. Dort war sie „berüchtigt“ wegen ihrer rasanten Ausritte auf ihrem halbwilden Mustang quer durch die Stadt und vorbei am Weißen Haus. Auf einem der Empfänge, die Präsident Abraham Lincoln für seine Offiziere gab, lernte Agnes den Prinzen zu Salm-Salm kennen. Lincoln und die Schwestern Joy hatten gemeinsame Vorfahren.

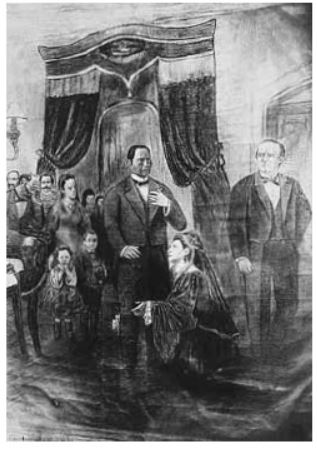
Agnes zu Salm-Salm fleht vor Benito Juárez um Gnade für ihren Mann, Gemälde von Manuel Ocaranza Hinojoza (1841–1882), 1867

Nach ihrer Hochzeit mit Prinz Felix (1862) begleitete sie diesen als Krankenschwester (allerdings noch ohne jede Ausbildung) auf die Schlachtfelder des Amerikanischen Bürgerkriegs (1862–1865), in dem ihr Mann im Dienst der Nordstaaten kämpfte, und in die kaiserliche Armee von Maximilian I. in Mexiko (1866–1867). Als ihr Ehemann zu sieben Jahren Festungshaft auf San Juan de Ulúa verurteilt worden war, erreichte Agnes, vor Benito Juárez auf Knien um Gnade flehend, 1867 die Freilassung ihres Mannes. Kurz vor seinem Tod ernannte Maximilian I. sie zur Ehrendame des San-Carlos-Ordens. Sie soll auch versucht haben, Maximilian I. zu befreien, indem sie versuchte, einen Offizier mit 25.000 $ an Diamanten zu bestechen, was aber dadurch scheiterte, dass der Offizier diesen Plan verriet.
Nach Deutschland zurückgekehrt, ließ sie sich zunächst an der Universität Bonn zur Krankenschwester weiterbilden und durfte ihren Mann im Jahr 1870 aufgrund persönlicher Beziehungen zu General Karl Friedrich von Steinmetz wieder als Krankenschwester (mit dem Salär eines Hauptmanns) auf die französischen Schlachtfelder im Deutsch-Französischen Krieg begleiten. Prinz Felix fiel noch im selben Jahr in der Schlacht bei Gravelotte und Agnes brachte den Leichnam in Begleitung einer Eskorte in seine westfälische Heimat zurück.
Als Witwe lebte sie später einige Zeit zunächst in der Schweiz – dort soll sie sich Baroness bzw. Baronin von Stein genannt haben – und in Italien und sammelte Geld für Armeehospitäler. Nach der Trennung von ihrem zweiten Ehemann ging sie 1899 nach New York (USA), um auch dort Geld für Hospitäler zu sammeln. Bei einem Empfang, der zu ihren Ehren am 14. Mai 1899 in der New Yorker Odd Fellows Hall gegeben wurde, begegnete sie zahlreichen Weggefährten ihres ersten Ehemanns, unter anderem Carl Schurz, Franz Sigel und Julius Stahel. Ihren Lebensabend verbrachte sie in ihrem Wohnhaus in Karlsruhe.

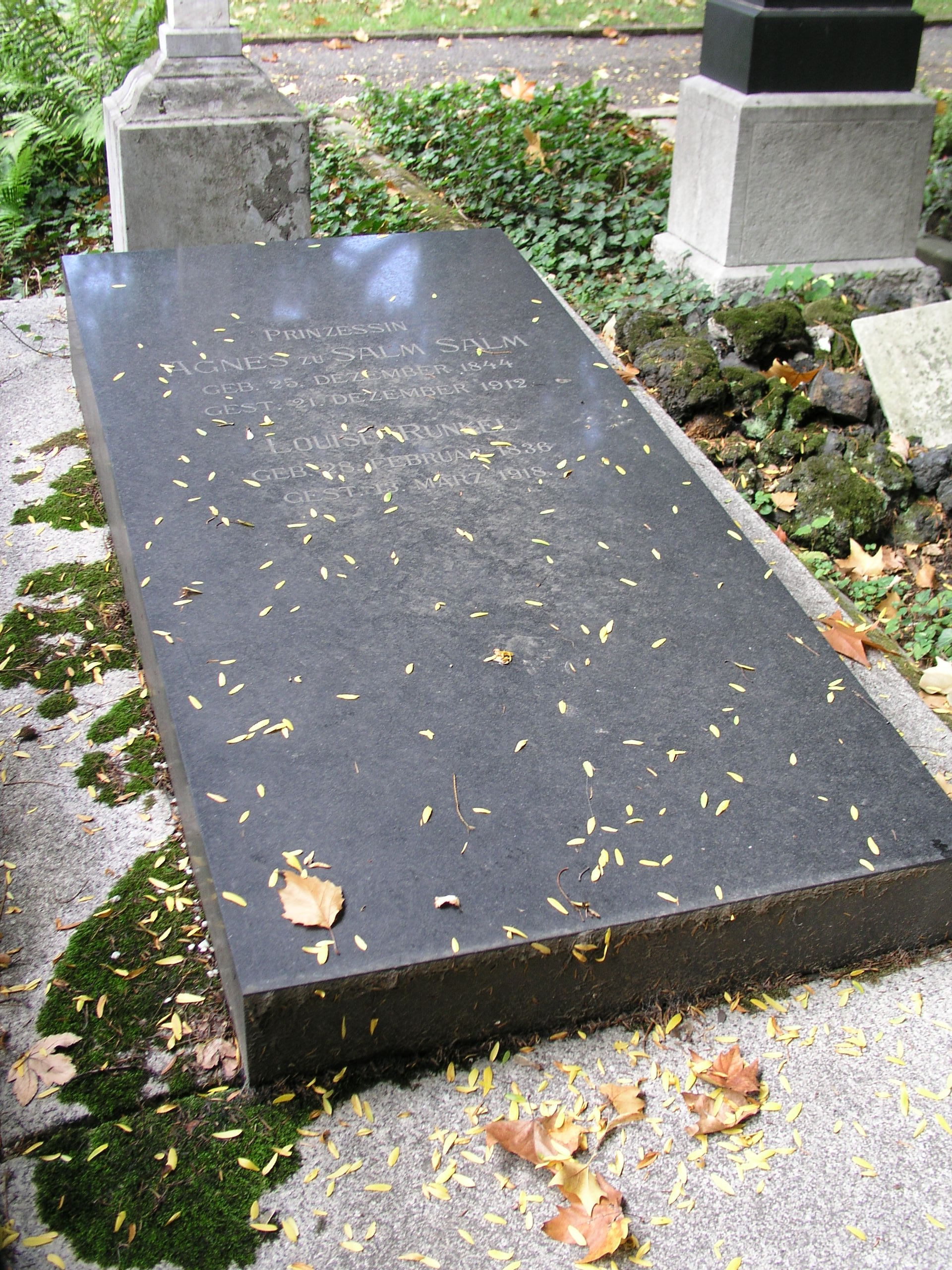
Grabstelle der Prinzessin Agnes zu Salm-Salm auf dem Alten Friedhof in Bonn

Nach ihrer Einäscherung wurde sie am 20. März 1913, also erst drei Monate nach ihrem Tod, unter dem Namen Prinzessin Agnes zu Salm-Salm auf dem Alten Friedhof in Bonn begraben.
Agnes Prinzessin zu Salm-Salm stand ihr Leben lang im Ruf einer schillernden Persönlichkeit. Sie galt als sehr intelligente und selbstbewusste, äußerst exzentrische Frau, die ihr eigenes Leben lebte, ohne sich um Konventionen zu kümmern. Sie hatte nichts mit der zu ihrer Zeit gerade entstehenden Frauenbewegung im Sinn und beschäftigte sich nicht mit der Theorie des Feminismus, nahm sich aber ohne Rücksicht auf gängige Meinungen oder Rollenklischees ihr Recht auf Freiheit und persönliche Entfaltung, oft auch zum Entsetzen ihrer männlichen Begleiter. So schrieb denn auch der Adjutant des Generals von Steinmetz, Premierleutnant Paul von Collas, während des Deutsch-Französischen Krieges in sein privates Tagebuch:

„Jouy, 12. September 1870. – Selbst eine Dame fehlt nicht, es ist die Prinzessin Salm, die sich der freiwilligen Krankenpflege gewidmet hat; die Dame geniert mehr, als sie wohl nützt; etwas emanzipiert.“

## Rezeption
- In den 1880er Jahren griff der Schriftsteller Karl May den Konflikt zwischen Kaiser Maximilian und Benito Juárez in seinem Kolportageroman Waldröschen auf. Als Prinzessin Salm tritt Agnes zu Salm-Salm in einer Nebenrolle darin auf; auch ihr erster Gemahl Felix taucht kurz auf.
- Die Schriftstellerin Juliana von Stockhausen verarbeitete die Geschichte der Agnes zu Salm-Salm in ihrem 1964 erschienenen Roman Wilder Lorbeer.

## Orden
- Ehrendame des San-Carlos-Ordens[5]
- Verdienstkreuz für Frauen und Jungfrauen (1871)[6]

## Schriften
- Zehn Jahre aus meinem Leben – 1862–1872. 3 Bände, Stuttgart 1875.
  - Ten Years of My Life. Ruchard Bentley & Sons, London 1876.
  - US-Ausgabe: Ten Years of My Life. R. Worthington, New York 1877.